# Vinkelsalamandrar
Vinkelsalamandrar (Hynobiidae) är en familj av groddjur som ingår i ordningen stjärtgroddjur (Caudata). Enligt Catalogue of Life omfattar familjen Hynobiidae 53 arter. 
Familjens arter förekommer i palearktiska regioner av Asien och i europeiska delar av Ryssland.
Underfamiljer och släkten enligt Amphibian Species of the World och Catalogue of Life:
- Hynobiinae
  - Afghanodon, 1 art.
  - Batrachuperus, 6 arter.
  - Hynobius, 35 arter.
  - Iranodon, 2 arter.
  - Liua, 2 arter.
  - Pachyhynobius, 1 art.
  - Pseudohynobius, 6 arter. (synonym Protohynobius)
  - Ranodon, 1 art.
  - Salamandrella, 2 arter.
- Onychodactylinae
  - Onychodactylus, 10 arter.

Paradactylodon var tidigare ett släkte i familjen, arterna flyttades till Afghanodon respektive Iranodon.